# Club Sportivo Cagliari 1931-1932
Questa voce raccoglie le informazioni riguardanti la Club Sportivo Cagliari nelle competizioni ufficiali della stagione 1931-1932.

## Rosa
| N. |                   | Ruolo | Calciatore         |
| -- | ----------------- | ----- | ------------------ |
|    | Italia (bandiera) | P     | Angelo Bedini      |
|    | Italia (bandiera) | C     | Sergio Carlini     |
|    | Italia (bandiera) | C     | Dante Chiantini    |
|    | Italia (bandiera) | A     | Arturo Contini     |
|    | Italia (bandiera) | A     | Domenico D'Alberto |
|    | Italia (bandiera) | C     | Emilio Fadda       |
|    | Italia (bandiera) | A     | Dante Filippi      |
|    | Italia (bandiera) | A     | Aldo Fradelloni    |
|    | Italia (bandiera) | A     | Tonino Fradelloni  |
|    | Italia (bandiera) | C     | Leopoldo Francovig |
|    | Italia (bandiera) | D     | Ilio Guerrini      |

| N. |                    | Ruolo | Calciatore         |
| -- | ------------------ | ----- | ------------------ |
|    | Italia (bandiera)  | D     | Armando Lauro      |
|    | Italia (bandiera)  | C     | Roberto Orani      |
|    | Italia (bandiera)  | C     | Luigi Ossoinach    |
|    | Austria (bandiera) | A     | Rodolfo Ostromann  |
|    | Italia (bandiera)  | C     | Mario Parodi       |
|    | Italia (bandiera)  | D     | Silvio Perrino     |
|    | Italia (bandiera)  | D     | Michele Puligheddu |
|    | Italia (bandiera)  | C     | Giovanni Simonti   |
|    | Italia (bandiera)  | P     | Vincenzo Soro      |
|    | Italia (bandiera)  | A     | Traverso           |

## Statistiche

### Statistiche di squadra
| Competizione | Punti | In casa | In casa | In casa | In casa | In casa | In casa | In trasferta | In trasferta | In trasferta | In trasferta | In trasferta | In trasferta | Totale | Totale | Totale | Totale | Totale | Totale | DR |
| Competizione | Punti | G       | V       | N       | P       | Gf      | Gs      | G            | V            | N            | P            | Gf           | Gs           | G      | V      | N      | P      | Gf     | Gs     | DR |
| ------------ | ----- | ------- | ------- | ------- | ------- | ------- | ------- | ------------ | ------------ | ------------ | ------------ | ------------ | ------------ | ------ | ------ | ------ | ------ | ------ | ------ | -- |
| Serie B      | 31    | 17      | 9       | 5       | 3       | 25      | 12      | 17           | 3            | 3            | 11           | 16           | 26           | 34     | 12     | 8      | 14     | 41     | 38     | +3 |

### Statistiche dei giocatori
| Giocatore      | Serie B  | Serie B |
| Giocatore      | Presenze | Reti    |
| -------------- | -------- | ------- |
| A. Bedini      | 21       | -16     |
| D. Chiantini   | 30       | 2       |
| D. D'Alberto   | 28       | 6       |
| A. Di Clemente | 17       | 2       |
| D. Filippi     | 23       | 7       |
| A. Fradelloni  | 17       | 0       |
| T. Fradelloni  | 27       | 3       |
| L. Francovig   | 20       | 4       |
| I. Guerrini    | 29       | 1       |
| A. Lauro       | 32       | 0       |
| R. Orani       | 10       | 0       |
| L. Ossoinach   | 16       | 2       |
| R. Ostromann   | 32       | 12      |
| M. Parodi      | 20       | 0       |
| M. Puligheddu  | 5        | 0       |
| G. Simonti     | 1        | 0       |
| V. Soro        | 11       | -21     |
| A. Traverso    | 13       | 0       |